# Плетенчук Дмитро Вікторович
Дмитро́ Ві́кторович Плетенчу́к — український військовослужбовець, капітан 2 рангу, керівник пресцентру Сил оборони Півдня (з 22 квітня 2024 по 5 червня 2024), речник Військово-Морських Сил ЗС України (з травня 2023).

## Життєпис

### Освіта
Навчався у Луганській академії Міністерства внутрішніх справ за фахом «юриспруденція», у Київському національному університеті імені Тараса Шевченка за фахом «військова журналістика», у Національній академії сухопутних військ імені гетьмана Петра Сагайдачного за фахом «морально-психологічне забезпечення».

### Кар'єра
Протягом 1999—2016 років (з перервами) Плетенчук працював у сервісі з ремонту техніки «Синій кіт».
З 2014 року працював у пресслужбі миколаївського відділення «Правого сектора». З 2016 по 2020 рік служив пресофіцером у 406-й окремій артилерійській бригаді імені генерал-хорунжого Олекси Алмазова.
З березня по листопад 2022 року працював пресофіцером у Миколаївській ОДА. Після деокупації Херсона в листопаді 2022 року, пів року був начальником пресслужби в Силах оборони міста, а саме тактичної групи «Грім».
У травні 2023 року став речником командування ВМС ЗС України.
У квітні 2024 обійняв посаду речника Сил оборони Півдня, змінивши на цій посаді Наталю Гуменюк. У червні звільнився з посади.

## Особисте життя
У 2022 році одружився з Діною Бартою.

## Нагороди та відзнаки
- Орден Данила Галицького (30 квітня 2023)[8]
- Відзнака Миколаївської обласної ради «Хрест Святого Миколая» (2019)[9]

### Соціальні мережі
- Плетенчук Дмитро// Сторінка у Фейсбуці
- Дмитро Плетенчук// Сторінка у Linkedin

### Відеоматеріали
- Дмитро Плетенчук, речник командування ВМС ЗСУ// Ютюб, 01.2024

| Емблема Збройних сил України | Це незавершена стаття про військовослужбовця Сил оборони України. Ви можете допомогти проєкту, виправивши або дописавши її. |